# Grande Prêmio da Argentina de 1956
Resultados do Grande Prêmio da Argentina de Fórmula 1 realizado em Buenos Aires em 22 de janeiro de 1956. Primeira etapa da temporada, nela a vitória foi dividida entre o italiano Luigi Musso e o argentino Juan Manuel Fangio, pilotos da Ferrari, ladeados no pódio por Jean Behra e Mike Hawthorn, da Maserati.
A prova marcou a primeira vitória do motor V8 na Fórmula 1.

## Resumo
Nesse Grande Prêmio, Chico Landi conquistou os primeiros pontos brasileiros na Fórmula 1 ao cruzar em quarto lugar com uma Maserati dividindo o bólido com o italiano Gerino Gerini.

## Classificação da prova
| Pos. | Nº | Piloto                         | Construtor | Voltas | Tempo/Diferença      | Grid | Pontos |
| ---- | -- | ------------------------------ | ---------- | ------ | -------------------- | ---- | ------ |
| 1    | 34 | Luigi Musso Juan Manuel Fangio | Ferrari    | 98     | 3:00:03.7            | 3    | 4 5    |
| 2    | 4  | Jean Behra                     | Maserati   | 98     | + 24.4               | 4    | 6      |
| 3    | 14 | Mike Hawthorn                  | Maserati   | 98     | + 2 voltas           | 8    | 4      |
| 4    | 10 | Chico Landi Gerino Gerini      | Maserati   | 92     | + 6 voltas           | 11   | 1,5    |
| 5    | 38 | Olivier Gendebien              | Ferrari    | 91     | + 7 voltas           | 10   | 2      |
| 6    | 16 | Alberto Uria Oscar González    | Maserati   | 88     | + 10 voltas          | 13   |        |
| Ret  | 2  | Stirling Moss                  | Maserati   | 81     | Motor                | 7    |        |
| Ret  | 36 | Peter Collins                  | Ferrari    | 58     | Acidente             | 9    |        |
| Ret  | 8  | Luigi Piotti                   | Maserati   | 57     | Acidente             | 12   |        |
| Ret  | 6  | Carlos Menditeguy              | Maserati   | 42     | Semieixo             | 6    |        |
| Ret  | 32 | Eugenio Castellotti            | Ferrari    | 40     | Câmbio               | 2    |        |
| Ret  | 12 | José Froilán González          | Maserati   | 24     | Motor                | 5    |        |
| Ret  | 30 | Juan Manuel Fangio             | Ferrari    | 22     | Bomba de combustível | 1    |        |

## Tabela do campeonato após a corrida
Classificação do mundial de pilotos
| Pos.   | Piloto             | Pontos |
| ------ | ------------------ | ------ |
| 1      | Jean Behra         | 6      |
| 2      | Juan Manuel Fangio | 5      |
| 3      | Luigi Musso        | 4      |
| 4      | Mike Hawthorn      | 4      |
| 5      | Olivier Gendebien  | 2      |
| Fonte: |                    |        |

- Nota: Somente as primeiras cinco posições estão listadas. Apenas os cinco melhores resultados dentre os pilotos eram computados visando o título.